# Simon Andor
Simon Andor (Sajókaza, 1901. december 28. – Budapest, 1986. július 8.) magyar költő,  Móricz Gyöngyi férje.

## Életpályája
Szabadverseivel  tűnt fel az 1920-as években. Több lap, így a Nyugat és a Pandora is közölte költeményeit. 1935. június 29-én házasságot kötött Budapesten Móricz Gyöngyivel. A nyilvános költői szerepléstől való visszavonulása után nejével, Móricz Gyöngyivel a Sándor utcai Típus könyvkötészetnek a tulajdonosa volt. Ők végezték Móricz Zsigmond folyóiratának, a Kelet Népének kötési munkálatait.

## Emlékezete
Sírja a Fiumei úti sírkertben található.

## Művei
- Kinyilatkoztatás (Bécs, 1921);
- Álomföld (Budapest, 1927);
- Tömegáhitat (Bp., 1928);
- Aranysziget (Bp., 1928);
- Világhullám (Bp., 1929).